# Banca per l’Africa Orientale
Die Banca per l’Africa Orientale (BAO, italienisch für: Bank für Ostafrika) war eine frühe Initiative, ein modernes Bankensystem in den Italienischen Kolonien Colonia Eritrea und Italienisch-Somaliland am Horn von Afrika zu etablieren.
Die Banca Italiana di Sconto förderte 1917 die Gründung der BAO als Börsenunternehmen in Rom mit Hauptquartier in Massaua und Niederlassungen in Mogadischu. 1918 begann die BAO Operationen und wurde bereits 1923 liquidiert, mutmaßlich nach eigenen Problemen und der Liquidation der Banca Italiana di Sconto.